# 笹島穣
笹島 穣（ささじま みのる、1920年 - 2008年4月11日）は、陸上自衛隊の隊員で、日本に初めてスポーツ・スカイダビングを導入した人物である。1969年に日本落下傘スポーツ連盟を設立し、その理事長も務めた。

## スカイダイビング

### 日本への導入経緯
1959年から1960年にかけて、アメリカ陸軍の砲兵学校へ留学した。そのときに、スカイスポーツとしてのスカイダイビングを初めて見学する。日本に帰国後、空挺教育の研究課に配属。アメリカ空軍の立川基地にスカイダイビング・クラブが存在することを知り、そこで自衛隊員の有志と一緒にレクチャーをうけた。アメリカ軍のスカイダイビング・クラブ側もこれを受け入れ、中古のパラシュートを提供するなどした。
当初はなかなか理解が得られなかったが、徐々にスカイダインビングの知名度もあがった。1961年、インペリアル・スポーツ・パラシュートクラブを立ち上げ、会長に就任。1962年アメリカで開催された第6回世界選手権に個人代表選手として初参加した。
1969年に日本落下傘スポーツ連盟を設立。1970年、ユーゴスラビアで開かれた第10回世界選手権大会に、団体チームとして初めて出場し、チーム団長を務めた。